# Gérard Pirès
 (octobre 2019).
Si vous disposez d'ouvrages ou d'articles de référence ou si vous connaissez des sites web de qualité traitant du thème abordé ici, merci de compléter l'article en donnant les références utiles à sa vérifiabilité et en les liant à la section « Notes et références ».
Ne doit pas être confondu avec Gérard Vivès.
Pour les articles homonymes, voir Pirès.
Gérard Pirès est un réalisateur français, né le 31 août 1942 à Paris.

## Biographie
Gérard Pirès débute dans le cinéma en tant qu'assistant du réalisateur Michel Deville pour le film Martin soldat (1966). Il réalise son premier long-métrage en 1969, Erotissimo, avec Annie Girardot. Dans les années 1970, il réalise plusieurs comédies à succès, qui égratignent les modes et les comportements. Il alterne les comédies légères et les comédies noires. En 1975, il réalise notamment L'Agression, film très sombre dont Jean-Louis Trintignant tient le rôle principal. L'année suivante, il met en scène Attention les yeux !, une comédie légère sur le monde de la pornographie. Dans les années 1980, à la suite d'un grave accident de moto, il s'éloigne quelque peu du cinéma pour réaliser plus de 400 films publicitaires. Certains seront menés à bien pour le constructeur automobile Peugeot. 
À partir de 1998, il retrouve le grand écran avec Taxi, énorme succès populaire produit par Luc Besson qui totalise près de 6 millions d'entrées en France. Il est nommé à la vingt-quatrième Cérémonie des Césars dans les catégories suivantes : Meilleur réalisateur et Meilleur film français de l'année.
En 2002, il tente sa chance sur le plan international avec le film Riders dirigeant les acteurs Stephen Dorff et Natasha Henstridge mais c'est un échec commercial.
En 2004, il revient avec le duo Éric et Ramzy dans la comédie Double Zéro qui est un assez bon succès commercial avec 1 809 738 entrées en salle. Deux petits clins d'œil à son film de l'année suivante, Les Chevaliers du ciel, sont à remarquer dans Double Zéro. Tout d'abord quand Éric et Ramzy sont sur le point d'être jetés à la mer, Édouard Baer évoque les « chevaliers du ciel » en pensant qu'ils viendraient les sauver. Ensuite, à l’entraînement, Éric et Ramzy sont propulsés par le réacteur d'un avion de l'armée qui évoque Les Chevaliers du ciel.
En 2005, Chevaliers du ciel a également du succès et totalise 1 274 987 entrées dans les salles françaises. Le film est servi par Clovis Cornillac et Benoît Magimel et reçoit de bonnes critiques notamment en ce qui concerne les cascades aériennes réalisées sans effets spéciaux numériques.
Gérard Pirès est un passionné d'aviation, de moto, d'automobile. Lors d'une balade en enduro avec un ami, il heurte une chaîne mise en travers de la route, ce qui provoque un accident. La gorge tranchée, il doit sa survie à l'intervention de son ami. Il en garde aujourd'hui de lourdes séquelles.

## Filmographie

### Réalisateur
- 1968 : Je ne sais pas (court-métrage), avec Jean-Pierre Kalfon et Bernadette Lafont
- 1968 : Erotissimo, avec Jean Yanne, Annie Girardot, Francis Blanche
- 1969 : L'Art de la turlute (court-métrage)
- 1969 : La Fête des mères (court-métrage)
- 1971 : Fantasia chez les ploucs, avec Lino Ventura, Mireille Darc, Jean Yanne
- 1973 : Elle court, elle court la banlieue, avec Marthe Keller, Jacques Higelin
- 1974 : L'Agression, avec Jean-Louis Trintignant, Catherine Deneuve, Claude Brasseur
- 1975 : Attention les yeux !, avec Claude Brasseur
- 1976 : L'Ordinateur des pompes funèbres, avec Jean-Louis Trintignant, Mireille Darc
- 1980 : L'Entourloupe, avec Jean-Pierre Marielle, Jacques Dutronc
- 1981 : Rends-moi la clé, avec Jacques Dutronc, Jane Birkin
- 1998 : Taxi, avec Samy Naceri, Frédéric Diefenthal
- 2001 : Riders, avec Stephen Dorff
- 2004 : Double Zéro, avec Éric et Ramzy
- 2005 : Les Chevaliers du ciel, avec Benoît Magimel, Clovis Cornillac

### Assistant réalisateur
- 1966 : Martin soldat de Michel Deville